# Diocesi di Kole
La diocesi di Kole (in latino Dioecesis Kolensis) è una sede della Chiesa cattolica nella Repubblica Democratica del Congo suffraganea dell'arcidiocesi di Kananga. Nel 2021 contava 172.191 battezzati su 727.330 abitanti. È retta dal vescovo Emery Kibal Mansong'loo, C.P.

## Territorio
La diocesi comprende i territori di Kole e Lomela nella provincia di Sankuru, e il territorio di Dekese nella provincia del Kasai, nella Repubblica Democratica del Congo.
Sede vescovile è la città di Kole, dove si trova la cattedrale intitolata alla Regina Pacis.
Il territorio si estende su 66.000 km² ed è suddiviso in 14 parrocchie, raggruppate in tre decanati, corrispondenti ai tre territori amministrativi.

## Storia
La prefettura apostolica di Kole fu eretta il 14 giugno 1951 con la bolla Ad catholicam fidem di papa Pio XII, ricavandone il territorio dal vicariato apostolico di Léopoldville (oggi arcidiocesi di Kinshasa).
Il 14 settembre 1967 la prefettura apostolica è stata elevata a diocesi con la bolla Sacram Evangelii di papa Paolo VI.

## Cronotassi dei vescovi
Si omettono i periodi di sede vacante non superiori ai 2 anni o non storicamente accertati.
- Victor Van Beurden, SS.CC. † (22 giugno 1951 - 28 gennaio 1980 dimesso)
- Louis Nkinga Bondala, C.I.C.M. (28 gennaio 1980 - 13 marzo 1996 nominato vescovo coadiutore di Lisala)
- Stanislas Lukumwena Lumbala, O.F.M. (14 febbraio 1998 - 30 ottobre 2008 ritirato)
  - Sede vacante (2008-2015)[2]
- Emery Kibal Mansong'loo, C.P., dal 6 maggio 2015

## Statistiche
La diocesi nel 2021 su una popolazione di 727.330 persone contava 172.191 battezzati, corrispondenti al 23,7% del totale.
| anno | popolazione | popolazione | popolazione | presbiteri | presbiteri | presbiteri | presbiteri                | diaconi | religiosi | religiosi | parrocchie |
| anno | battezzati  | totale      | %           | numero     | secolari   | regolari   | battezzati per presbitero | diaconi | uomini    | donne     | parrocchie |
| ---- | ----------- | ----------- | ----------- | ---------- | ---------- | ---------- | ------------------------- | ------- | --------- | --------- | ---------- |
| 1970 | 21.242      | 125.000     | 17,0        | 18         |            | 18         | 1.180                     |         | 23        |           |            |
| 1980 | 40.000      | 140.000     | 28,6        | 9          | 1          | 8          | 4.444                     |         | 10        | 7         | 8          |
| 1990 | 40.000      | 172.000     | 23,3        | 26         | 14         | 12         | 1.538                     |         | 15        | 55        | 10         |
| 1997 | 61.000      | 274.121     | 22,3        | 22         | 13         | 9          | 2.772                     |         | 18        | 50        | 10         |
| 2001 | 60.000      | 270.000     | 22,2        | 35         | 26         | 9          | 1.714                     |         | 15        | 38        | 10         |
| 2002 | 59.000      | 280.000     | 21,1        | 25         | 24         | 1          | 2.360                     |         | 5         | 42        | 11         |
| 2006 | 59.000      | 280.000     | 21,1        | 33         | 32         | 1          | 1.787                     |         | 5         | 42        | 11         |
| 2013 | 150.611     | 477.788     | 31,5        | 34         | 30         | 4          | 4.429                     |         | 9         | 76        | 14         |
| 2016 | 169.047     | 502.623     | 33,6        | 37         | 35         | 2          | 4.568                     |         | 4         | 88        | 14         |
| 2019 | 169.779     | 535.800     | 31,7        | 35         | 35         |            | 4.850                     |         | 8         | 113       | 14         |
| 2021 | 172.191     | 727.330     | 23,7        | 33         | 33         |            | 5.217                     |         | 5         | 224       | 14         |